# George Sherrin
George Campbell Sherrin (* 1843; † 1909) war ein britischer Architekt.
Seit 1877 arbeitete er selbständig, zuvor bei Henry Edward Kendall (1805–1885), Samuel Joseph Nicholl (1826–1905), John Taylor Jr (1833–1912) und Frederick Chancellor (1825–1918). Sherrin entwarf unter anderem das zweite Gebäude der Kirche St Mary Moorfields in der Eldon Street, den Routings Store in der Kensington High Street und mehrere Londoner U-Bahn-Stationen. Sein Sohn Francis Jerome Sherrin wurde ebenfalls Architekt und übernahm das Büro des Vaters.